# 게일체육협회
게일체육협회(Gaelic Athletic Association, GAA, 아일랜드어: Cumann Lúthchleas Gael, CLG)는 아일랜드의 국제 아마추어 스포츠 및 문화 조직으로, 주로 아일랜드 전통 스포츠인 헐링, 카모기 등 토착 게일릭 게임, 게일릭 풋볼, 게일릭 핸드볼, 라운더스과 오락을 홍보하는 데 중점을 두고 있다. 협회는 또한 아일랜드 언어뿐만 아니라 아일랜드 음악과 춤을 홍보하고 그린 클럽 이니셔티브를 통해 환경 관리 활동도 장려한다.
2014년 기준으로 이 조직은 전 세계적으로 500,000명 이상의 회원을 보유하고 있으며 2022년 총 수익은 €9,610만이라고 발표했다. 게일 체육 협회(GAA) 운영 기관의 대회 통제 위원회(CCC)는 GAA 카운티 또는 지방 의회 내에서 게일어 게임의 경기 일정 목록을 구성한다.
게일릭 풋볼과 헐링은 조직에서 홍보하는 가장 인기 있는 활동이며 참여률 측면에서 아일랜드 공화국에서 가장 인기 있는 스포츠이다. 게일릭 풋볼은 북아일랜드에서 두 번째로 인기 있는 스포츠이기도 하다. 이 게임의 여자 버전인 여자 게일릭 풋볼과 카모기는 각각 독립적이지만 밀접하게 연결된 여자 게일릭 풋볼 협회와 아일랜드 카모기 협회에 의해 조직된다. GAA 핸드볼(GAA Handball)은 핸드볼 스포츠를 관리하는 기관이고, 다른 게일릭 스포츠인 라운더스는 GAA 라운더스 국립 협의회(아일랜드어: Comhairle Cluiche Corr na hÉireann)에서 관리한다.
1884년 창립 이래 협회는 아일랜드 전역의 지역 사회와 아일랜드 디아스포라들에게 상당한 영향력을 미치며 아일랜드 스포츠 및 문화 생활에 큰 영향력을 행사하는 기업으로 성장했다.